# Tuás
Tuás (ba-twa) são um povo banto pigmeu que habita a República Democrática do Congo, Uganda, Burundi e Ruanda. Englobam aproximados 86 000-112 000 indivíduos em 2018, dos quais 33 000-35 000 só em Ruanda. Professam o cristianismo e sua espiritualidade tradicional (animismo). Falam o quiniaruanda, outras línguas bantas ou a língua do grupo étnico dominante na região onde vivem.